# روی گرینوود (بازیکن فوتبال، زاده ۱۹۵۲)
روی گرینوود (انگلیسی: Roy Greenwood؛ زادهٔ ۲۶ سپتامبر ۱۹۵۲) بازیکن فوتبال اهل بریتانیا است.
از باشگاه‌هایی که در آن بازی کرده‌است می‌توان به باشگاه فوتبال دربی کانتی، باشگاه فوتبال ترانمره راورز، باشگاه فوتبال سوئیندون تاون، باشگاه فوتبال هال سیتی، باشگاه فوتبال هادرزفیلد تاون، و باشگاه فوتبال ساندرلند اشاره کرد.